# Muriel Tramis
Muriel Tramis (ur. 1958 w Fort-de-France na Martynice) – francuska projektantka gier komputerowych, związana ze studiem producenckim Coktel Vision.
W latach 70. opuściła Martynikę, ukończyła studia inżynieryjne w Wyższej Szkole Elektronicznej w Paryżu. Swą karierę rozpoczęła w 1987 roku dziełem Méwilo, napisanym wraz z innym przedstawicielem karaibskich Kreoli Patrickiem Chamoiseau traktatem o losie czarnych niewolników na Martynice, o akcji osadzonej w 1902 roku w Saint-Pierre tuż przed wybuchem dewastującego wulkanu. Méwilo wyróżniało się nowatorskimi rozwiązaniami technicznymi, na przykład obserwacją akcji z perspektywy pierwszej osoby. Za tę grę Tramis została uhonorowana Srebrnym Medalem francuskiego Ministerstwa Kultury.
Dalszy etap twórczości Tramis stanowiły erotyczne gry przygodowe Emmanuelle (1989), Geisha (1990) oraz Fascination (1991), a także kontynuacja tej ostatniej Lost in Time (1992). Tramis odpowiada także za trylogię gier przygodowych Gobliiins (1991–1993, wraz z Pierre’em Gilhodes’em) oraz Woodruff and the Schnibble of Azimuth (1995). Podejmowała również działanie zmierzające do wspierania afrykańskiej społeczności we Francji.